# Die Geschichte des Palastes Yanxi
Die Geschichte des Palastes Yanxi (chinesisch: 延禧攻略 Yán xǐ gōnglüè) ist ein chinesisches Fernsehdrama, welches von Yu Zheng erstellt wurde und auf dem gleichnamigen Roman von Zhou Mo basiert. Mit Wu Jinyan, Charmaine Sheh, Qin Lan, Nie Yuan und Xu Kai in den Hauptrollen wurde die Serie vom 19. Juli 2018 bis 31. August 2018 auf iQiyi uraufgeführt und in dieser Zeit mehr als 15 Milliarden Mal gestreamt.
Die Geschichte des Palastes Yanxi wurde in mehr als 70 Ländern weltweit verbreitet und in 14 Sprachen übersetzt. Sie ist ein großer Erfolg, besonders in Asien, und wurde 2018 zur weltweit meistgegoogelten TV-Serie gekürt.
Als Spinoff und Fortsetzung der Serie wurde Yanxi Palace: Princess Adventure am 31. Dezember 2019 auf Netflix ausgestrahlt.

## Kurzfassung der Handlung
Im Peking des 18. Jahrhunderts (18. März 1741) betritt die junge Wei Yingluo den Hof des Qianlong-Kaisers Aisin Gioro Hongli als eine der Palaststickerinnen, um heimlich die Wahrheit über den mysteriösen Tod ihrer Schwester zu erforschen. Zuerst glaubt Yingluo, dass die kaiserliche Garde Fuca Fuheng der Hauptverdächtige ist, und nähert sich seiner Schwester, der Kaiserin Fuca Rongyin, indem sie es schafft, als Dienstmädchen von ihrer Stickereieinheit ins Changchun-Haus der Kaiserin versetzt zu werden. Im Laufe der Zeit erfährt sie, dass die Geschwister Fuca ehrliche und gutherzige Menschen sind, die von dem Verbrechen befreit sind, und entwickelt sogar romantische Zuneigung zu Fuheng, der von vielen in der Umgebung des Palastes bewundert wird, einschließlich Qianlong’s Gefährtin Chun, die sich mit Kaiserin Fuca verbündet, weil sie in deren Bruder verliebt ist.

## Besetzung

### Hauptdarsteller
Wu Jinyan spielt die Rolle der Wei Yingluo in allen Folgen (1 bis 70). Die Protagonistin, eine Antiheldin, die ihrer Zeit in Bezug auf Wissen und Argumentation voraus ist, die ihre angeborenen Fähigkeiten nutzt, um sich aus edleren Gründen über die Verwicklungen konventioneller Palastrivalitäten zu erheben und so das Machtspiel gegen die großen Bosse auf der Straße zu gewinnen. Sie ist die weibliche Version des Affenkönigs, der durch Versuch und Irrtum die Bedeutung der Reise erfährt und letztendlich Weisheit in ihrer Position neben dem Kaiser erlangt.
Charmaine Sheh stellt die Rolle der Hoifa-Nara Shushen, einer Ehefrau des Kaisers, in 61 Episoden dar. Im Zuge des „Überlebens des Stärkeren“ im Palast verwandelt sie sich von einem Engel in eine Art Luzifer. Geschickt und intelligent veranschaulicht sie eine Frau, die ihren Kopf an ihr Herz verliert und damit am Ende alles andere verliert. Sie ist eine tragische Heldin.
Qin Lan stellt die erste Kaiserin Fuca Rongyin in 38 Folgen dar. Sie stellt als gutherzige, liebenswürdige, tugendhafte, die „ideale Frau“ nach der chinesischen klassischen Traditionen dar. Aber sie ist auch eine Frau, die zur falschen Zeit am falschen Ort ist und die nicht bereit ist, sich den Erfordernissen ihrer Position zu unterwerfen. Nur durch ihren Untergang entgeht sie der Last der Verantwortung als Kaiserin und Frau gegenüber dem Kaiser.
Nie Yuan spielt „Kaiser  Qianlong“ in 61 Folgen (1–3, 6–8, 10–70). Der Kaiser der Qing-Dynastie ist zugleich Symbol und Opfer eines feudalen Systems starrer Machtpositionen, das ihn dazu verdammt, ganz er selbst zu sein. Äußerlich distanziert und leidenschaftslos, bezieht er seine Freuden daraus, die Menschen unter ihm, von seinen Dienern bis zu seinen Frauen, oft mit so beißender Kritik zu überziehen, dass sein Bruder Hongzhou ihn als „den herzlosesten Mann unter dem Himmel“ bezeichnet.
Enshang Liu stellt in 65 Folgen den obersten Eunuchen und treuen Diener von Kaiser Qianlong dar. Er kann seinem Meister aus dem Gesicht lesen und hat nichts dagegen, der Hintern (wörtlich) von dessen Aggressionen zu sein.

## Rezeption und Kontroversen
Die Serie hat online für Aufsehen gesorgt, weil sie eine „Aschenputtel“-Geschichte mit chinesischen Merkmalen erzählt. Sie stellte den eintägigen Online-Zuschauerrekord in China mit insgesamt 530 Millionen Zuschauern auf und ist seit August 2018 von insgesamt über 13 Milliarden Zuschauer gesehen worden. Nach ihrem Start am 19. Juli war sie an 39 aufeinanderfolgenden Tagen das am meisten gesehene Online-Drama in der Volksrepublik China. Mehr als 300 Millionen Zuschauer verfolgten durchschnittlich pro Tag die Machenschaften der machtbesessenen Konkubinen. Damit ist sie das meistgesehene chinesische TV-Drama im Jahr 2018 und war im gleichen Jahr auch die meistgegoogelte Sendung der Welt.
Im Februar 2019 hat die staatliche Zensur der Volksrepublik China das TV-Drama verboten, da es nach Ansicht der Zensoren die seelische Orientierung des chinesischen Volkes gefährdet. Am 25. Januar 2020 kritisierte eine offizielle Regierungszeitung das Programm, weil es die sozialistischen Werte nicht förderte. Am 29. Januar hat die chinesische Regierung die Show und ähnliche Shows abgesagt. Ein Professor aus Hongkong gab an, dass die Show zensiert wurde, weil sie zu populär wurde und soziale Normen in Frage stellte. Allerdings ist die Serie auch in China weiterhin über iQiyi verfügbar. Auch auf Baidu wird sie weiterhin im Detail erwähnt.